# Diana Lorys
Diana Lorys (eigentlich Ana Maria Cazorla Vega, * 20. Oktober 1940 in Madrid) ist eine spanische Schauspielerin.

## Leben
Lorys erhielt Unterricht in verschiedenen Tanzformen (darunter klassisches Ballett und Flamenco), in Schauspiel und Sprecherziehung. Nach Anfängen bei Theater wurde sie schnell, ab 1960, für den Film entdeckt, wo sie in zahlreichen Genrefilmen, unter anderem in 17 Italowestern,  als leidenschaftliche Geliebte oder bedrohte Schöne bis ins Jahr 1978 Rollen erhielt. Nach ihrer Hochzeit zog sie sich größtenteils ins Privatleben zurück, war jedoch noch einige Jahre in Theaterproduktionen in Deutschland zu sehen.

## Filmografie (Auswahl)
- 1960: La mentira tiene cabellos rojos
- 1961: Schreie durch die Nacht (Gritos en la noche)
- 1962: Zorro, der schwarze Rächer (Cabalgando hacia la muerte)
- 1963: Pulverdampf in Casa Grande (Gunfighters of Casa Grande)
- 1964: Der Boss hat sich was ausgedacht (Echappement Libre)
- 1964: I gemelli del Texas
- 1964: Murietta – Geißel von Kalifornien (Joaquín Murrieta)
- 1964: Der Boss hat sich was ausgedacht (Echappement libre)
- 1965: Die Unversöhnlichen (Rebeldes en Canadá)
- 1965: La carga de la policía montada
- 1966: Gemini 13 – Todesstrahlen auf Kap Canaveral (Operazione Goldman)
- 1966: Der Mann aus Texas (The Texican)
- 1967: Hochkarätiger Einsatz (L'uomo del colpo perfetto)
- 1968: Erbarmungslose Jagd (O.K. Yevtushenko)
- 1968: Pancho Villa reitet (Villa Rides)
- 1969: Die zum Teufel gehen (La legione dei dannati)
- 1969: Der Hexentöter von Blackmoor (El proceso de las brujas)
- 1970: Die nackten Augen der Nacht (Les Cauchemars naissent la nuit)
- 1971: Freibeuter der Meere (Il corsaro nero)
- 1971: Matalo (…y seguian robandose el millon de dolares)
- 1971: Uccidi Django… uccidi per primo!!!
- 1973: Blue Eyes of the Broken Doll (Los ojos azules de la mueca rota)
- 1975: Time Breaker (Get mean)
- 1977: Der Mann aus Virginia (California)
- 1978: La ciudad maldita